# Neltuma pallida
Neltuma pallida (Humb. & Bonpl. ex Willd.) C.E.Hughes & G.P.Lewis, 2022 è una specie arborea appartenente alla famiglia Fabaceae, originaria dell'America meridionale.
È nota con il nome comune in spagnolo di algarrobo pallido (algarrobo pálido). Sono inoltre diffusi i nomi locali di huarango o guarango in Perù e kiawe nelle Hawaii.

## Descrizione

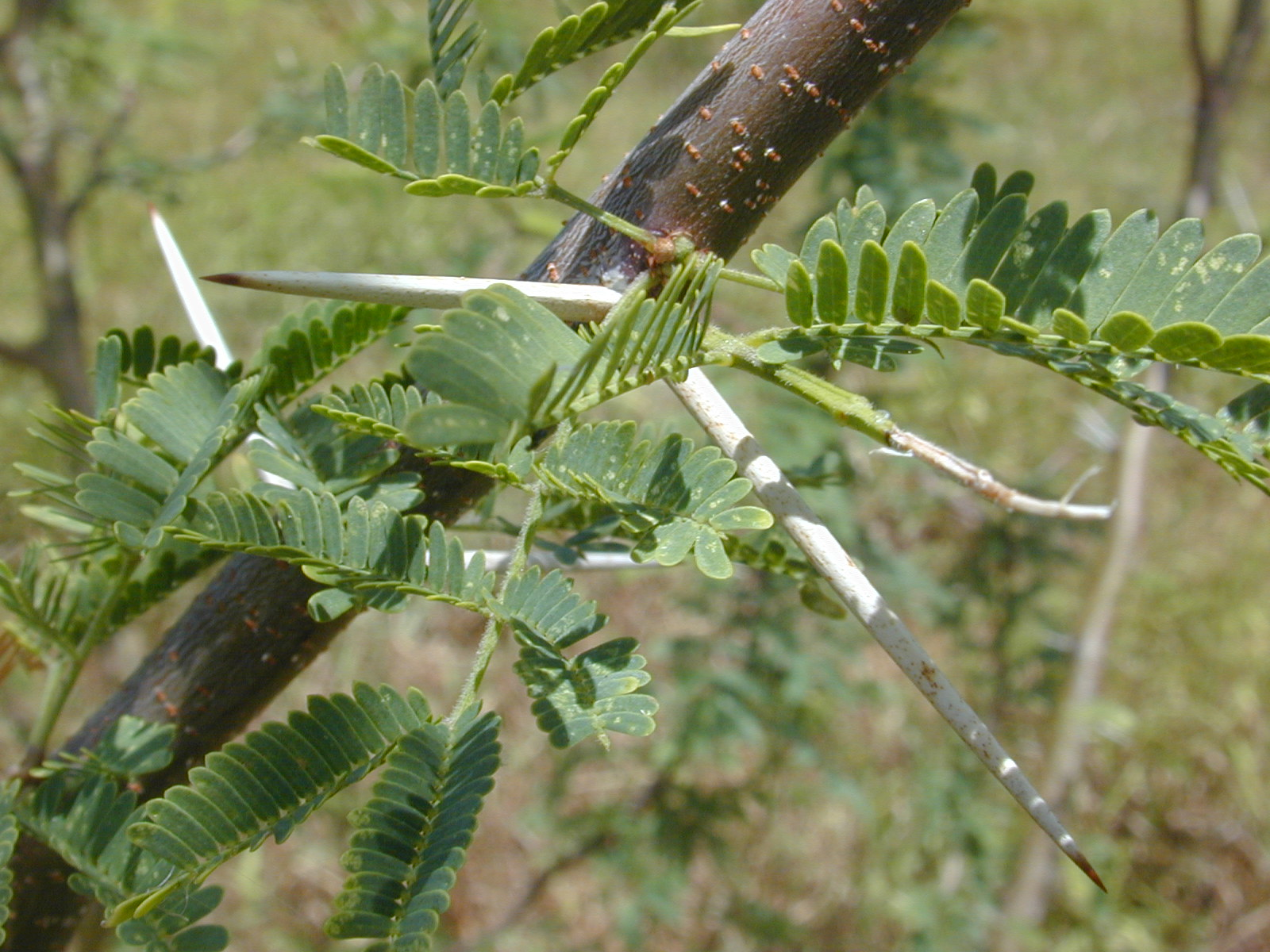
Spine e foglie.

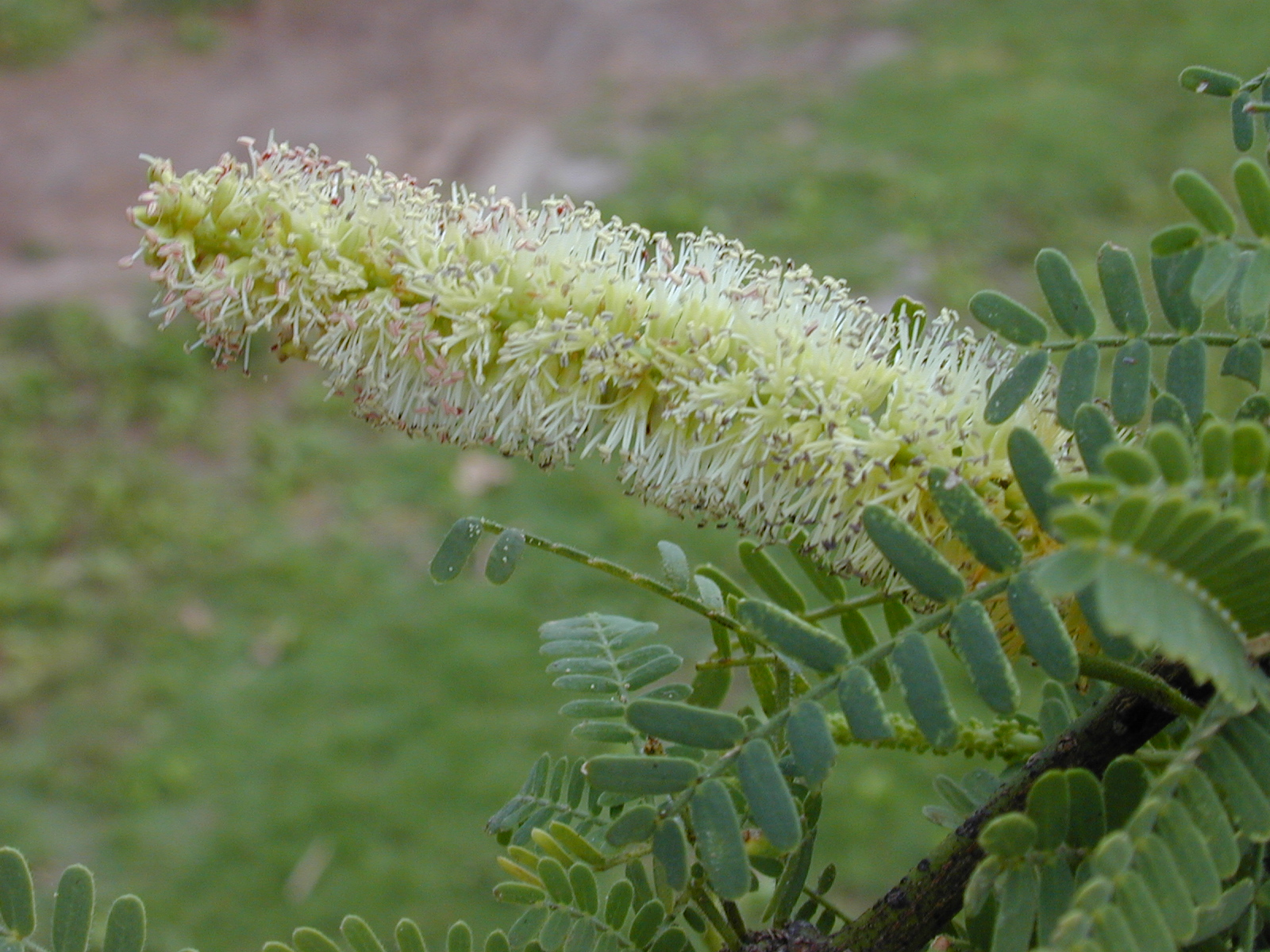
Fiori.

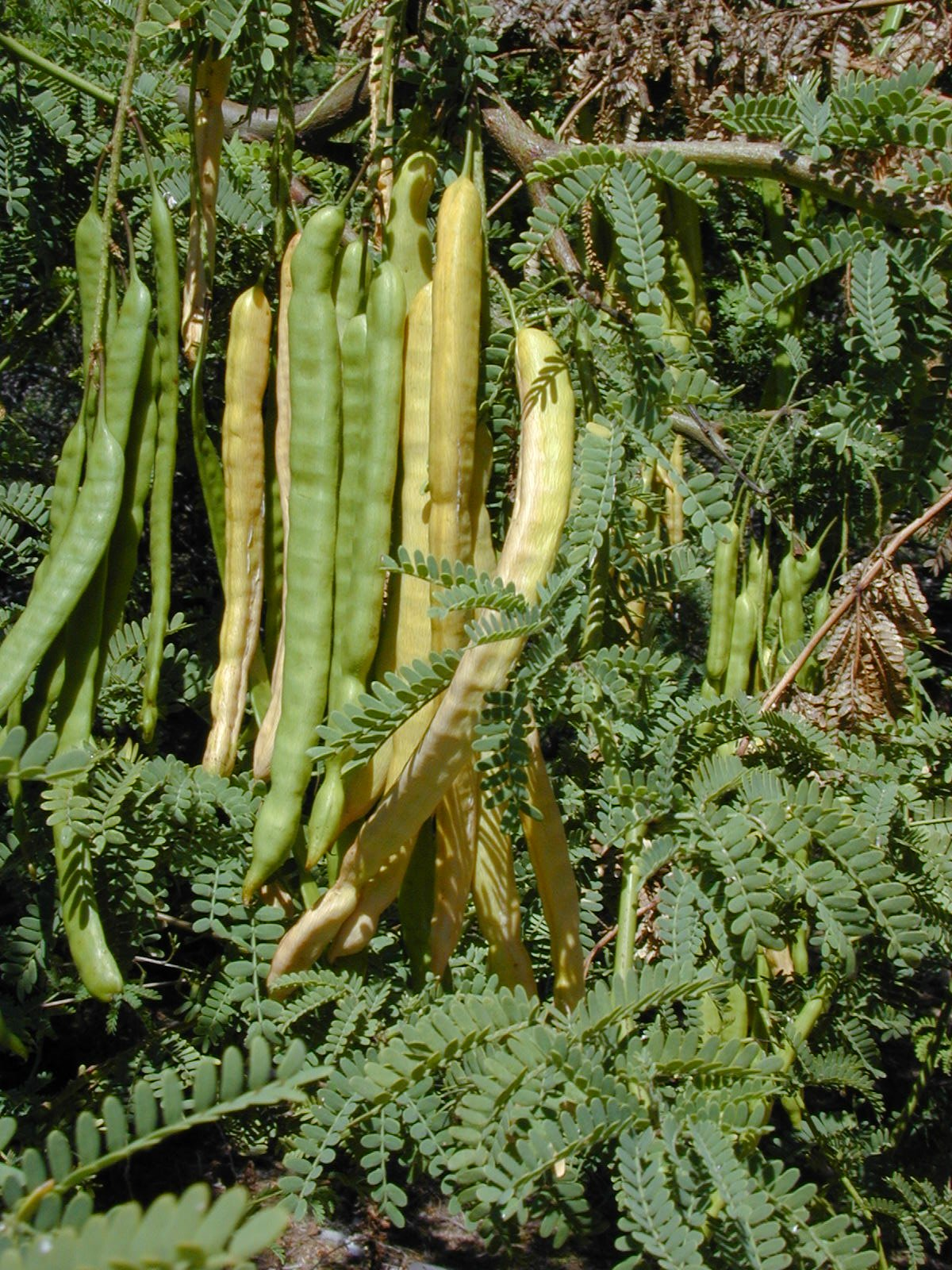
Baccelli.

### Portamento
L'algarrobo ha portamento arboreo, raggiungendo un'altezza compresa tra 8 e 20 m. Nelle zone aride, tuttavia, può presentare anche portamento arbustivo.

### Corteccia
La corteccia può presentare spine, la cui lunghezza non supera i 4 cm.

### Foglie
Ha foglie bipennate. Di colore grigio-verde quando essiccate, hanno originato l'aggettivo pallido che contraddistingue la specie all'interno del suo genere.

### Fiori
Presenta un'infiorescenza a racemo, di colore giallo-verde.

### Frutti
Il frutto è un legume, contenente numerosi semi bruni, ricoperti da un tegumento di colore giallo quando maturo.

## Distribuzione e habitat
L'habitat originario della specie è rappresentato dalle praterie aride e semi-aride della costa pacifica del Perù, dell'Ecuador e della Colombia.
Sebbene siano stati attivati progetti di conservazione dello huarango, volti a contrastare la distruzione delle foreste nella regione di Ica del Perù e della nicchia ecologica che esse costituiscono, la specie non è a rischio.
In seguito all'introduzione da parte dell'uomo, l'algarrobo si è naturalizzato a Porto Rico, nelle Hawaii (1828 o 1838) e in Australia (circa 1900). Nell'arcipelago statunitense e nelle regioni settentrionali del continente oceanico, in particolare, è divenuto invasivo. Per questa ragione, è considerato nocivo nei due paesi.

## Usi
L'algarrobo contrasta efficacemente l'erosione e per questa ragione fu introdotto in Australia. Nel suo habitat naturale svolge un importante ruolo ecologico, raccogliendo umidità e portandola in superficie, permettendo, in tal modo, ad altre specie animali di sopravvivere in zone altrimenti desertiche. È inoltre sfruttato dalla popolazione locale come legname da ardere.
I semi sono commestibili e sono utilizzati in Perù nella preparazione dell'algarrobina.